# Viševice
Viševice (en serbe cyrillique : Вишевице) est un village de Bosnie-Herzégovine. Il est situé dans la municipalité de Kotor Varoš et dans la république serbe de Bosnie. Selon les premiers résultats du recensement bosnien de 2013, il ne compte plus aucun habitant.

## Démographie

### Évolution historique de la population dans la localité
| 1948 | 1953 | 1961 | 1971 | 1981 | 1991 | 2013 |
| ---- | ---- | ---- | ---- | ---- | ---- | ---- |
| -    | -    | 255  | 318  | 322  | 372, | 0    |

|  |

### Répartition de la population par nationalités (1991)
| Viševice; Recensement 2013: Total 5 résidents |              |              |              |
| Année de la liste                             | 1991.        | 1981.        | 1971.        |
| Croates                                       | 366 (98,39%) | 319 (99,07%) | 316 (99,37%) |
| Serbes                                        | 1 (0,269%)   | –            | 2 (0,629%)   |
| Yougoslaves                                   | 2 (0,538%)   | 3 (0,932%)   | –            |
| Inconnus/autres                               | 3 (0,806%)   | –            | –            |
| Total                                         | 372          | 322          | 318          |

,